# Gouvernement Van Zeeland II
Royaume de Belgique
Van Zeeland I Janson
Le gouvernement Van Zeeland II, a été le gouvernement de la Belgique en fonction du 13 juin 1936 au 24 novembre 1937. Il succéda au gouvernement Van Zeeland I qui avait « été démissionné » sous la pression de l'extrémisme naissant (Rexisme et Vlaamsch Nationaal Verbond) lors des élections législatives du 24 mai 1936. Le gouvernement Van Zeeland II se composait d'une coalition catholique-libérale-socialiste.
Les élections législatives de 1936 bouleversent la donne politique. Si le gouvernement Van Zeeland I avait réussi à redresser l'économie belge, il n'est pas pour autant arrivé à calmer le mécontentement. Les socialistes continuent de réclamer la mise en place du Plan du Travail de Henri De Man et les libéraux appellent à une amélioration de la Défense. La montée des régimes fascistes en Europe encourage le développement de mouvements d'extrême-droite comme le VNV, parti nationaliste flamand, ou Rex, dissidence conservatrice du Parti catholique. Les élections voient la progression des communistes, du VNV mais surtout de Rex qui obtient 10% des voix. Les catholiques, les libéraux et les socialistes perdent quant à eux de nombreux sièges.   
La seule coalition possible consiste en la reconduction de la tripartite sortante. Le socialiste Émile Vandervelde est chargé de former un gouvernement mais la crainte de la droite de voir en Belgique un Front populaire (alors au pouvoir en France), fait échouer Vandervelde. Paul Van Zeeland parvient finalement à former un gouvernement non sans que les différents partis ne soient rappelés à l'ordre par Léopold III.  
Le gouvernement est à peine formé qu'il doit faire face à un mouvement de grève de 500 000 personnes. Le gouvernement, après des négociations syndicales, fait voter l'augmentation des salaires, la semaine de congés payés et la semaine de 40 heures pour les professions pénibles. Les socialistes sortent renforcés au sein de l'exécutif.   
Tandis que la gauche privilégie un rapprochement avec la France (en plein Front populaire) pour faire face à l'Allemagne, le gouvernement tente quant à lui de mener une politique de neutralité internationale (largement soutenue par Léopold III). La guerre civile espagnole est un objet de polarisation interne au gouvernement entre des socialistes pro-républicains et des catholiques conservateurs pro-Franco ; la non-intervention est un compromis interne entre ces deux tendances. Émile Vandervelde, de plus en plus partisan d'un soutien aux républicains espagnols, finit par être contraint à la démission en janvier 1937.  
La montée de l'extrême-droite et l'alliance entre Rex et le VNV permet de créer une certaine unité antifasciste au sein du gouvernement. L'aile gauche du POB continue cependant d'être mal à l'aise aux côtés de libéraux et catholiques conservateurs, tandis que les catholiques les plus réactionnaires sont favorables à un rapprochement avec l'extrême-droite. L'unité du gouvernement permet de réprimer la marche sur Bruxelles organisée par Léon Degrelle le 25 octobre 1936 ; ce dernier est également battu par Van Zeeland lors d'une élection partielle grâce à une condamnation du rexisme par l'archevêque de Malines et à un soutien au Premier ministre allant des catholiques modérés aux communistes.  
Si la victoire de Van Zeeland sur Degrelle détruit le prestige de ce dernier, elle détruit également l'élément fédérateur du gouvernement, soit l'opposition à Rex. En juin 1937, un projet de loi sur l'amnistie totale des activistes est ainsi rejeté par les libéraux, amenant à la demande de démission de Van Zeeland, rejetée par Léopold III. Quelques semaines plus tard, Van Zeeland est suspecté de malversations financières à la Banque nationale par une enquête du parquet, l'amenant une nouvelle fois à donner sa démission qui sera cette fois-ci acceptée.

## Composition
| Ministère                                                   | Nom                 | Parti            |
| ----------------------------------------------------------- | ------------------- | ---------------- |
| Premier ministre                                            | Paul Van Zeeland    | Parti Catholique |
| Ministre de la Santé publique                               | Émile Vandervelde * | POB              |
| Ministre de la Justice                                      | François Bovesse    | Parti Libéral    |
| Ministre de l'Agriculture                                   | Hubert Pierlot      | Parti Catholique |
| Ministre des Finances                                       | Henri de Man        | POB              |
| Ministre des Affaires étrangères et du Commerce extérieur   | Paul-Henri Spaak    | POB              |
| Ministre de l'Intérieur                                     | August De Schryver  | Parti Catholique |
| Ministre de la Défense                                      | Henri Denis         | Technicien       |
| Ministre de l'Instruction publique                          | Julius Hoste jr.    | Parti Libéral    |
| Ministre des Travaux publics et de la Résorption du chômage | Jules Joseph Merlot | POB              |
| Ministre des Affaires économiques                           | Philip Van Isacker  | Parti Catholique |
| Ministre du Travail et de la Prévoyance sociale             | Achille Delattre    | POB              |
| Ministre des Transports                                     | Marcel-Henri Jaspar | Parti Libéral    |
| Ministre des PTT                                            | Désiré Bouchery     | POB              |
| Ministre des Colonies                                       | Edmond Rubbens      | Parti Catholique |

- Émile Vandervelde démissionne le 28 janvier 1937 et est remplacé par Arthur Wauters.
- François Bovesse démissionne le 14 avril 1937 à la suite de sa nomination en tant que gouverneur de la province de Namur  et est remplacé le 20 avril 1937 par Victor de Laveleye.
- Victor de Laveleye démissionne le 13 juillet 1937 et est remplacé le même jour par Victor Maistriau.